# François-Michel Durand de Distroff
François-Michel Durand de Distroff (ur. 1714, zm. 1778), francuski dyplomata. 
W latach 1772–1775 był ambasadorem (w randze chargé d'affaires) Francji w Petersburgu. Sekretarzem jego ambasady był  Dominique Vivant Denon.
Stanisław August Poniatowski, licząc na poparcie Francji przeciw zaborowi, wysłał mu w 1772 r. do Petersburga memoriał o sprawach polskich.